# Гриф-1
«Гриф-1» — белорусский тактический беспилотный летательный аппарат, совместной разработки КБ «Индела», ОАО «Агат-системы управления» и ОАО «Авиаремонтный завод 558».
Может применяться в составе беспилотного авиационного комплекса «Гриф-100» по 3—6 единиц.

## Разработка и испытания
Над созданием дрона трудились сразу три предприятия:
- КБ «Индела» — непосредственно отвечало за разработку беспилотного аппарата;
- ОАО «Агат-системы управления» — разработала основные элементы интеграции и комплекса;
- ОАО «Авиаремонтный завод 558» — занялось опытным и массовым производством.

Беспилотник готовился по заказу Государственного военно-промышленного комитета Республики Беларусь.
21 февраля 2012 года на военном аэродроме Барановичи, на лётном поле были проведены первые тестовые полёты. Специалисты тестировали взлётно-посадочные характеристики, устойчивость и управляемость в воздухе. Первые пробные полёты подтвердили хорошие аэродинамические показатели планера.

## Описание
«Гриф-1» разработан как двухбалочный планёр с ДВС с применением композитных материалов. Взлёт осуществляется по типу самолёта с ровной поверхности или с катапульты. Посадка может быть обычной или, в случае аварии, при помощи парашюта. Также есть несколько вариантов управления: вручную с земли или по ранее заданным параметрам в бортовом оборудовании. Беспилотник предназначен для деятельности в любое время суток вне зависимости от климатических условий.
Дрон оснащён оптико-электронной системой наблюдения, с возможностью изменения типа полезной нагрузки по требованию заказчика (установка лазерного дальномера, целеуказателя, аппаратуры ретрансляции и т. д.).

### Характеристики
Длина — 3,99 м; высота — 1 м; масса пустого — 120 кг, полного — 170 кг; тип двигателя — 1 ПД; максимальная скорость — 160 км/ч, крейсерская — 130 км/ч; дальность полёта — 100 км; продолжительность — 8 ч.

## Функционал
«Гриф-1» предназначен для различных задач, в том числе:
- разведка (топографическая, радиотехническая, метеорологическая и радиолокационная) или наблюдение;
- обнаружение и распознавание наземных и надводных объектов;
- производство радиоэлектронных помех.